# كريستيان ماركل ستروب
كريستيان ماركل ستروب هو محامي وسياسي أمريكي، ولد في 1804، وتوفي في 7 يونيو 1860. نشط حزبياً في الحزب الديمقراطي. وقد انتخب عضو مجلس ولاية بنسيلفانيا ‏ وانتخب عضو مجلس النواب الأمريكي ‏.